# Luci Afrani (cònsol 60 aC)
Luci Afrani (llatí: Lucius Afranius) va ser un militar romà d'origen fosc, puix que Ciceró diu que «era fill d'Aulus» expressió que vol dir «persona de la qual ningú no sap res». Va viure al segle i aC i era de la gens Afrània, una gens romana d'origen plebeu.
Va ser partidari fins a la seva mort de Gneu Pompeu. L'any 77 aC va ser un dels legats d'ell a Hispània, a la guerra de Sertori, i més tard oficial de Pompeu a la guerra contra Mitridates VI Eupator. En tornar Pompeu a Roma va voler obtenir el consolat per Afrani, i ho va aconseguir tot i fer front a una gran oposició i possiblement mitjançant influències i suborns. Afrani va ser elegit cònsol probablement l'any 60 aC, però no va poder fer res per Pompeu i el seu consolat va resultar ineficaç, ja que no estava dotat per les coses polítiques tot i que tenia una bona predisposició pels afers militars. L'any 59 aC va rebre la província de la Gàl·lia Cisalpina i sembla que va obtenir algunes victòries sobre els gals perquè va obtenir els honors del triomf.
Quan Pompeu va rebre la Hispània Citerior i la Hispània Ulterior durant el seu segon consolat l'any 55 aC va enviar com a governadors a Afrani i a Marc Petrei en nom seu com a legats, mentre ell va restar a Roma.
En esclatar la Segona guerra civil l'any 49 aC Afrani era encara a Hispània amb tres legions, i es va unir a Petrei per oposar-se a Juli Cèsar que s'acostava a Hispània després de dominar Itàlia. Després d'una campanya curta on Afrani i Petrei van obtenir algunes victòries, finalment van ser derrotats i van haver de demanar el perdó de Cèsar, que els va ser concedit amb la condició de llicenciar les seves tropes i de no servir mai més contra ell. Afrani no va acomplir la seva paraula i una vegada alliberat es va unir a Pompeu a Dirràquium, on alguns aristòcrates el van acusar de traïció, però va mantenir la confiança de Pompeu. Després de la batalla de Dirràquium, Afrànius va recomanar tornar a Itàlia ara que Pompeu era l'amo de la mar, però no van escoltar el seu consell.
A la batalla de Farsàlia Afrani va tenir el comandament d'un sector del camp. Després de la derrota, atès que no esperaven perdó, va fugir a Àfrica, on es va unir a l'exèrcit pompeià dirigit per Cató i Quint Cecili Metel Escipió, i després de la derrota final de Tapsos l'any 46 aC, va intentar fugir a Mauritània amb Faust Sul·la i mil cinc-cents cavallers, però va ser fet presoner per Publi Sitti, un aventurer aliat de Cèsar, i assassinat pocs dies després, segons uns per ordre de Cèsar mateix i segons altres durant un motí.
El seu fill Luci Afrani va negociar amb Cèsar a Hispània a través de Sulpici, per salvar la vida pròpia i la del seu pare. Després va ser ostatge de Cèsar. La seva sort final és desconeguda.